# Areta e compagni
Areta e compagni furono arabi cristiani vissuti tra V e VI secolo nell'Arabia meridionale. Furono trucidati dal tiranno Dhu Nuwas nel 523. Il loro martirio è ricordato il 24 ottobre dalla Chiesa cattolica e dalla Chiesa ortodossa.

## La comunità cristiana di Najran
Najran (o Najrān) è una località oggi appartenente all'Arabia Saudita (il suo nome odierno è al-Ukhdūd), ma che, in origine, era parte dello Yemen. Ricordata da Tolomeo nella sua Geografia come "Nagara", era nota per la ricchezza prodotta da attività agricole e mercantili. Najran era un'oasi, con una vasta popolazione di arabi cristiani e una significativa comunità di arabi ebrei. A differenza delle altre popolazioni yemenite, i najrani erano passati sotto l'autorità del regno Himyarita solo all'inizio del V secolo.
Il cristianesimo deve essere stato introdotto a Najran, così come nel resto dell'Arabia meridionale, nel V secolo, o forse un secolo prima. Secondo lo storico arabo musulmano Ibn Isḥāq, Najran fu il primo luogo in cui il cristianesimo mise radici nell'Arabia meridionale. I cristiani di Najran seguivano una forma di miafisismo.
La Chiesa di Najran era chiamata «Kaʿaba di Najran» (diversi santuari in Arabia erano chiamati ٱلْكَعْبَة kaʿba "cubo" per la loro forma). La Kaʿaba di Najran era meta di pellegrinaggi.
All'inizio del VI secolo il Signore di Najran era il sayyid al-Hārith bin Kaʿb (in arabo  الحارث بن كعب‎?, al-Hārith bin Kaʿb). Come dominus della città era succeduto a suo padre. Divenne anche il capo carismatico della comunità cristiana dopo la morte del vescovo Paolo.

## La persecuzione di Dhū Nuwās
Secondo fonti contemporanee, intorno al 518 o 520, Dhū Nuwās, un convertito all'ebraismo, prese il trono degli Himyariti. Successivamente attaccò la guarnigione axumita (principalmente cristiana etiope) a Zafar, la catturò e bruciò le loro chiese. Si mosse poi contro Najran, roccaforte cristiana e axumita. Dhu Nuwas pose Najran sotto assedio e la espugnò nell'autunno del 523. Quando fu dentro la città, Dhu Nuwas ordinò, per terrorizzare gli abitanti, che sacerdoti, diaconi, suore e laici venissero gettati in una trincea che venne poi data alle fiamme, originando una pratica che in seguito divenne famosa nel mondo arabo come al-ukhdud. Morirono atrocemente 427 persone.
 
Al-Hārith bin Kaʿb parlò al sovrano annunciando che né lui né i suoi sudditi avrebbero abiurato alla loro fede. Per ordine del tiranno, tutti i najrani furono arsi sul rogo in uno dei letti asciutti del fiume (secondo un'altra versione, in un fossato appositamente scavato per questo scopo). Al-Hārith, insieme a un centinaio di seguaci, viene infine decapitato. Nel complesso morirono martirizzate più di 4mila persone, tra uomini, donne e bambini.

## Eventi successivi al massacro
Il martirio di Al-Hārith bin Kaʿb e compagni destò grande scalpore per efferatezza e sistematicità. La notizia delle stragi di cristiani perpetrate da Dhu Nuwas si diffuse rapidamente negli imperi vicini fino a Bisanzio e ai Sassanidi, mentre coloro che sopravvissero al massacro trovarono ospitalità presso l'imperatore bizantino Giustino I, al quale consegnarono le reliquie di Areta e chiesero di vendicare i martiri cristiani (Marthyri Homerites).
I fatti ebbero quindi conseguenze politiche. L'Imperatore bizantino e il Negus di Axum strinsero un'alleanza militare contro Dhu Nuwas. Una flotta e un esercito guidato dallo stesso Negus Kaleb attaccò il regno himyarita nel 525, sancendo la fine del dominio di Dhu Nuwas. Kaleb poi scelse uno dei suoi comandanti militari, Sumyafà Ashaw, cristiano di etnia sud-arabica, come viceré dello Yemen.
Negli anni seguenti Najrān divenne una delle principali città sante della Cristianità orientale, unitamente a Edessa, alla stessa Aksum in Etiopia e all'armena Echmiadzin. La conquista islamica dell'Arabia meridionale segnò invece la fine della comunità cristiana. Sotto il regno del califfo Omar (634–644), tutti i cristiani di Najrān furono deportati in Mesopotamia. L'area, spopolata, fu riempita da musulmani.

## Fonti
Il martirio di Al-Hārith e dei suoi concittadini fu descritto dallo stesso tiranno Dhū Nuwās in una lettera inviata sia al re lakhmide al-Mundhir di al-Hira, sia allo Shahanshah (imperatore) Kavadh I di Persia.
Del massacro riferisce nel 524 il vescovo siro di Beth Arsham, Simeone, in una lettera ad Abba Mar-Simeon. Descrivendo dettagliatamente le persecuzioni di Najran, descrive come le donne martiri si precipitarono per unirsi ai «nostri padri, fratelli e sorelle che morirono per Cristo nostro Signore». Gli eventi descritti sono menzionati anche nel Corano (sūra LXXXV:4-8).
Alla fine del X secolo una versione in greco del martirio di Areta e compagni fu redatta da Simeone Metafraste. Brevi vite di Areta sono contenute nel Menologio di Basilio II e nel Sinassario della Chiesa di Costantinopoli nonché nei Sinassari di Cristoforo di Mitilene e Teodoro Prodromo.
(Sinassario della Chiesa di Costantinopoli)

## Culto
Oggi i martiri di Najran sono commemorati nelle Chiese ortodossa e cattolica orientale, che seguono le tradizioni greco-bizantina, etiope e siriaca. Al-Hārith bin Kaʿb  fu elevato alla gloria degli altari come martire della fede sotto il nome di Areta (Αρέθας [Aréthas]). I martiri di Najran sono venerati anche nella Chiesa latina: il 24 ottobre, il Martirologio Romano menziona: «A Nagran in Arabia, passione dei santi Áreta, principe [dal latino princeps = primo cittadino] della città, e trecentoquaranta compagni, martiri al tempo dell'imperatore [bizantino] Giustino, sotto Du Nuwas o Dun‘an re d'Arabia». Nei martirologi cristiani, Areta e compagni martiri vengono ricordati come i Marthyri Homeriti, ossia i martiri himyariti.
Nella Chiesa etiope è venerato il 26 hedar (22/23 novembre).
Parti delle sacre reliquie di Sant'Areta si trovano in due monasteri di Monte Athos, quello di Dionysiou e la Skete di Koutloumousiou, nel Monastero di Agatone a Fthiotidos, nel Monastero degli Arcangeli ad Aigialeia e nel Monastero di Faneromeni a Salamina. Nell'XI secolo parte delle reliquie di Areta furono trasportate da Costantinopoli al Monastero delle Grotte di Kiev, dove giunsero nel 1073.
Sebbene Areta sia stato canonizzato prima dell'istituzione formale della Congregazione per le cause dei santi, il suo martirio e il suo ruolo notevole nella prima comunità cristiana lo rendono una figura venerata tra i cattolici anche oggi. In quanto santo pre-congregazionale, la sua intercessione è ricercata da coloro che affrontano persecuzioni religiose o che lottano per sostenere la propria fede in circostanze difficili.

## Giubileo del 2023-2024
La Chiesa cattolica ha ricordato Areta e compagni in occasione dei 1500 anni dal martirio. Il 24 ottobre 2023 Papa Francesco ha indetto un giubileo nei Vicariati apostolici della Penisola araba. L'anno giubilare si concluderà il 23 ottobre 2024.